# スクールウィズ
株式会社スクールウィズは、東京都渋谷区恵比寿に本社を置き、英語力UPの留学エージェントサイトスクールウィズなどの事業を展開する教育×ITの会社。

## 概要
2013年7月10日、太田英基により株式会社スクールウィズを設立。
「世界を舞台にする人があたりまえになる社会」を目指し活動している。

## 沿革
- 2013年7月10日 - 株式会社スクールウィズ設立。代表には太田英基が就任。留学の口コミサービス「School With（スクールウィズ）」をスタート[4]。
- 2015年7月 - 海外キャリア支援サービス「CareerWith（キャリアウィズ）」をリリース[5]。
- 2016年
  - 8月 - 日本語学校の口コミサイト「NihonGo!」をリリース[6]。
  - 9月 - 留学のQ&Aサービス「留学アンサーズ」アルファ版をリリース[7]。
- 2017年
  - 7月 - School Withの取扱国を32ヶ国、言語を英語のみから7言語へ拡大[8]。
  - 12月 - TOEIC特化の英語学習シェアハウス「ENGLISH Camp」が東京目黒にオープン[9]。
- 2020年
  - 12月 - グループ英語コーチングサービス「Gariben」をリリース。
- 2022年
  - 5月 - TOEIC専門家が執筆・監修するTOEIC学習に特化したメディア「Gariben式」をリリース
- 2023年
  - 12月 - 留学成果を最大化する英語学習プログラム「プレ留学」をリリース[10]